# 岡田和子 (チェンバロ奏者)
岡田 和子（おかだ かずこ）は、日本のチェンバロ奏者、シンセサイザー奏者。チェンバロの演奏時は岡田和子の名で、シンセサイザーの演奏時は宮尾祥子の名で活動している。

## 来歴

### デビューまで
子供の頃よりピアノを学び、1967年から西川清子に師事しチェンバロを始める。1969年、ウィーンに留学し、エタ・ハーリッヒ＝シュナイダーに師事。1971年、ミュンヘンでカール・リヒターに師事。1974年、チェコスロヴァキア政府交換留学生としてブラチスラヴァ音楽院でスザナ・ルージィチコヴァ、ロベルト・グラッツに師事。

### チェンバロ奏者として
1972年、第一回ソロリサイタルを開く。その後ボフダン・ヴァルハル＆スロヴァキア室内楽団、佐藤菊夫指揮東京都交響楽団、クルト・レーデル指揮 宮城フィルハーモニーオーケストラ、早川正昭指揮、新ヴィヴァルディアンサンブル、西川清子、スザナ・ルージィチコヴァ、ジャン＝ピエール・ランパル、マリアン・バンダ、ハナ・シュトルファヴァ、ミロシュ・ユルコヴィチ、ロバート・マナッセらと共演した。
1988年、チェコスロヴァキアのピエスチャニー夏期音楽祭に参加。翌1989年にはブラチスラヴァ国際音楽祭に参加。

### シンセサイザー奏者として
現座、シンセサイザーでの芸術的技巧の探求をしており、1995年にはシンセサイザーでの演奏を開始、その年の東京電機大学での実験コンサートは大成功をおさめ、シンセサイザーでのあらゆる可能性を探し続けている。

## ディスコグラフィ

### CD
- Meet Mr. Bach Today（現代バッハとの出会い　シンセサイザー煌くゴルトベルク変奏曲）
- Meet Mr. Bach Again（現代バッハ　再び　シンセサイザー彩るフルート・ソナタ）

### DVD
- Glenn Gould Hereafter（2005）（グレン・グールドドキュメンタリー映画）

※以前、グレン・グールドに手紙を出し、グレン・グールドより自身に返事があったという場面に出演。